# المستشفى الجامعي بآخن

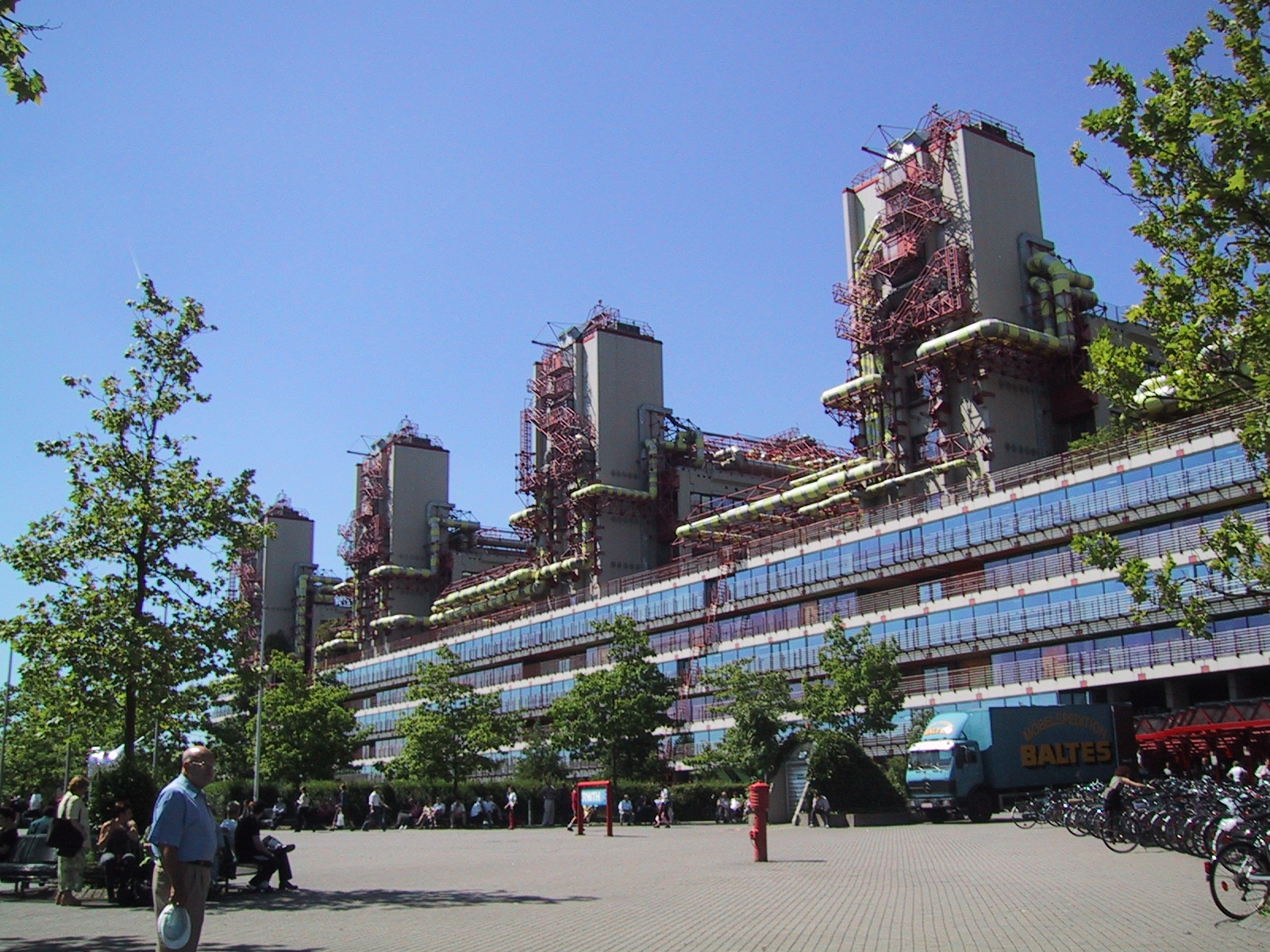
المستشفى الجامعي بآخن

مستشفى آخن الجامعي هو من أكبر مستشفيات أروبا، يقع غرب مدينة آخن على الحدود الهولندية. يتسع إلى أكثر من 1500 سرير ويعمل به 6000 شخص في 33 قسما. تبلغ مصاريف الاجور للعاملين بالمستشفى أكثر من 230 مليون €.

## السياحة العربية الطبية
يزور آخن سنويا قربة 10000 سائح عربي سنويا، ويأتي أغلبهم من سكان الكويت والسعودية وذلك لغرض الاستشفاء نظرا لوجود المستشفى الجامعي بآخن والذي يتمتع بسمعة طيبة. وسبق أن تداوى فيه كل من الشيخ زايد وياسر عرفات بالإضافة إلى الرئيس المصري حسني مبارك.